# Phostria carusalis
Phostria carusalis là một loài bướm đêm trong họ Crambidae.